# 郷鉄工所
株式会社郷鉄工所（ごうてっこうしょ、英文社名Goh Iron Works Co., Ltd.）は、かつて岐阜県不破郡垂井町に本社を置き、破砕機などの産業機械・装置を製造・販売していた企業である。
2017年9月経営破綻し、同年11月1日、岐阜地方裁判所から破産手続開始決定。2016年12月末時点の負債額は55億2000万円であったが、破産手続開始時の負債総額は約25億円であった。

## 沿革
- 1931年（昭和6年）5月 - 郷宗二が岐阜県大垣市鹿島町に土木建築業「郷組」「郷工務店」創業。
- 1947年（昭和22年）2月 - 法人改組し郷工務店の事業を継承、郷土建鉄工株式会社設立。
- 1957年（昭和32年）3月 - 社名を株式会社郷鉄工所に変更。
- 1962年（昭和37年）10月 - 名古屋証券取引所2部上場[1]。
- 1970年（昭和45年）10月 - 大阪証券取引所2部上場。
- 1993年（平成5年） - 平成5年3月期の売上高が、当社の創業から倒産までの歴史上、最高額となるおよそ90億8865万円を記録する[1]。
- 2013年（平成25年）7月 - 大阪証券取引所と東京証券取引所との市場統合に伴い、東京証券取引所2部上場。
- 2016年（平成28年）
  - 5月23日 - 債務超過解消を目的とした株主割当増資を行うと発表するも予定の払込額に届かず失権[註釈 1][註釈 2][1][4][5]。
  - 6月 - 2016年3月期決算で債務超過となり継続企業の前提に関する注記（ＧＣ注記）が記載され、上場廃止に係る猶予期間入り[1][6]。
- 2017年（平成29年）
  - 5月31日 - 太陽光発電事業など不明瞭な一部取引や粉飾決算の疑惑に関する第三者委員会の調査が完了していないため、株主総会の開催を延期すると発表[3]。
  - 8月10日 - 2017年3月期の有価証券報告書を延長後の期限経過後8営業日以内に提出できず、上場廃止見込みとなり整理銘柄に指定[7]。
  - 8月18日 - 資金繰りの悪化により、取引先から金融機関口座が差押えされる[1]。
  - 9月1日 - 約束手形の2度目の不渡りが発生し、同月4日付で銀行当座取引停止の見込みとなる[8]。
  - 9月6日 - この日を以って銀行取引が停止となった[6][9]。
  - 9月11日 - 上場廃止[1][10]。同日全従業員79人解雇。事業停止[11][12]。岐阜地方裁判所への破産申し立てを準備。2017年9月現在の負債は40億円以上とみられる。2016年12月末時点の負債額は55億2000万円であった[13][14]。
  - 10月20日、岐阜地方裁判所に自己破産申請[15][16]。9月以降不動産売却などを行い、負債総額は当初見込みより減少。約24億円となった。
  - 11月1日、岐阜地方裁判所から破産手続開始決定を受ける[2]。
- 2021年（令和3年）10月27日 - 岐阜県警察が、元社長と元常務を会社法違反（特別背任）の疑いで書類送検[17]。
- 2023年（令和5年）10月31日 - 法人格消滅[18]。

### 註釈
1. ↑  増資の内容は、発行済株式数の2倍にあたる24,255,000株の新株を、同年6月20日の株主名簿に記載された株主に対し1株につき2株、割り当てるというものであった[4][5]。なお、発行価額は1株につき60円、調達額は最大で14億5千万円強になると見込まれており、払込期日はは8月10日を予定していた[4][5]。
2. ↑  この増資を受け、投資家は希薄化を懸念し、売り注文が殺到したことから、株価は連日の大幅安となった[5]。